# Modraszka (zwyczajna)
Modraszka (zwyczajna), sikora modra, sikora modraszka (Cyanistes caeruleus) – gatunek małego, częściowo wędrownego ptaka z rodziny sikor (Paridae), zamieszkującego całą Europę z wyjątkiem północnej części Skandynawii i północnej Rosji, a także część zachodniej Azji. Przebywa we wszystkich rodzajach lasów, a także parkach, ogrodach i sadach. Nie jest zagrożona wyginięciem, a w większości krajów (w tym w Polsce) jest nawet liczna.
Łatwo rozpoznawalny ptak o krępej sylwetce i dużej głowie z bardzo krótkim dziobem, przystosowanym do kucia w spróchniałym drewnie, dłubania w korze oraz rozdziobywania nasion i zbierania owadów z liści i kory. Jest mniejsza od wróbla. Upierzenie brzucha jest żółte z niewielką, czarną plamą. Grzbiet oliwkowozielony. Głowa jest biała z granatowym śliniakiem na gardle oraz paskiem ocznym i niebieskim, biało obrzeżonym wierzchem głowy. Ponadto białą głowę od zielonego grzbietu oddziela ciemnoniebieski kołnierz. Osobniki młode w szacie juwenalnej są nieco bledsze od dorosłych, mają żółtawe policzki jednak poza tym są podobne. W locie widać ciemny, szarawy spód skrzydeł. Modraszki, widzące nadfiolet, wyglądają dla siebie jednak inaczej (np. samice wyglądają inaczej niż samce). Głos modraszki jest wysoki, przypominający gwizd, podobny do głosów innych gatunków sikor. 
Gniazduje w dziuplach naturalnych i wykutych przez dzięcioły oraz w skrzynkach lęgowych o otworze wejściowym mającym średnicę około 27 mm (większe otwory zajmuje bogatka, stąd sikora modra może być wygoniona). Wyprowadza bardzo liczne lęgi. Pisklęta karmione są głównie gąsienicami. Ich lęgowiskiem w dziupli jest uwite przez osobniki dorosłe gniazdo, podobne do gniazda sikory bogatki, zbudowane z mchu, włosia i piór. Po zakończeniu lęgów zarówno młode, jak i dorosłe, żyją w grupach. Żywi się owadami, pająkami i innymi małymi bezkręgowcami. Jesienią i zimą zjada też nasiona i owoce roślin. Chętnie odwiedza też karmniki, ceniąc przede wszystkim nasiona słonecznika, orzeszki ziemne oraz słoninę. Ustępują jednak większym bogatkom.

## Systematyka
Opisana została po raz pierwszy zgodnie z zasadami nazewnictwa binominalnego przez Karola Linneusza w 1758 roku w 10. edycji Systema Naturae, pod nazwą Parus caeruelus. Została ona więc zaliczona do rodzaju Parus, podobnie jak wówczas wszystkie inne sikory. Obecnie do tego rodzaju zalicza się jedynie 3 lub 4 gatunki, w tym bogatkę. Modraszkę umieszcza się w odrębnym rodzaju Cyanistes, do którego należą jeszcze dwa gatunki z rodziny sikor, z czego do Polski zalatuje jedynie gniazdująca na wschodzie Europy sikora lazurowa (Cyanistes cyanus), którą w Polsce odnotowano około 36 razy. Jest ona tak blisko spokrewniona z modraszką, że może tworzyć z nią mieszańce międzygatunkowe (stwierdzane także w Polsce), opisywane niegdyś jako osobny gatunek, pod nazwą Parus pleskii. Spokrewniona jest także z modraszką kanaryjską (Cyanistes teneriffae), dawniej uznawano je za przedstawicieli tego samego gatunku.
Międzynarodowy Komitet Ornitologiczny (IOC) wyróżnia obecnie 9 podgatunków C. caeruleus:
- C. caeruleus obscurus – Wyspy Brytyjskie.
- C. caeruleus caeruleus – północna, środkowa i wschodnia Europa do zachodniej i północnej Anatolii.
- C. caeruleus balearicus – Majorka.
- C. caeruleus ogliastrae – Półwysep Iberyjski, Korsyka i Sardynia.
- C. caeruleus calamensis – południowa Grecja, Cyklady, Kreta i Rodos.
- C. caeruleus orientalis – południowo-wschodnia europejska część Rosji.
- C. caeruleus satunini – Półwysep Krymski, Kaukaz, wschodnia Turcja i północno-zachodni Iran.
- C. caeruleus raddei – północny Iran.
- C. caeruleus persicus – południowo-zachodni Iran.

### Etymologia nazwy
Epitet gatunkowy caeruleus pochodzi z łaciny i oznacza niebieską barwę czapeczki na głowie dorosłych przedstawicieli tego gatunku. Do tej barwy nawiązuje również jej polska nazwa – „sikora modra”. Druga nazwa, „modraszka” jest po prostu zdrobnieniem od „sikory modrej”. Samo słowo „sikora” pochodzi natomiast ze staropolskiego słowa sikor, oznaczającego zator na cieku wodnym. Nazwa rodzaju, do którego niegdyś zaliczano modraszkę – Parus – pochodzi od łacińskich słów parvus – mały i mus – mysz (mała mysz) i oznacza małego, szybko poruszającego się ptaka. Stąd niemiecka nazwa sikor – meise – również nawiązująca do myszy.

## Występowanie
Zamieszkuje Europę poza jej północnymi i północno-wschodnimi rejonami (nie występuje w północnej Skandynawii i północnym wschodzie europejskiej części Rosji), Azję Mniejszą, Kaukaz oraz Iran. W większości miejsc, gdzie występuje, prowadzi życie osiadłe lub koczujące i tylko populacje z północnej i północno-wschodniej Europy regularnie migrują na południe (czasem ich przeloty mają charakter inwazji). Liczebność populacji europejskiej to 16–21 mln par.
W Polsce jest to liczny ptak lęgowy, występujący na całym niżowym obszarze kraju. Według szacunków Monitoringu Pospolitych Ptaków Lęgowych, w latach 2013–2018 krajowa populacja modraszki liczyła między 1 527 000 a 1 914 000 par lęgowych. Trend liczebności w okresie 2000–2016 uznano za umiarkowanie wzrostowy, choć liczebność wykazywała silne fluktuacje w kolejnych latach. Większość populacji zimuje (zwłaszcza na zachodzie kraju), ale część osobników odlatuje do południowej Francji (na ich miejsce przybywają ptaki z Półwyspu Skandynawskiego). Przeloty w marcu–kwietniu i wrześniu–październiku.

## Opis

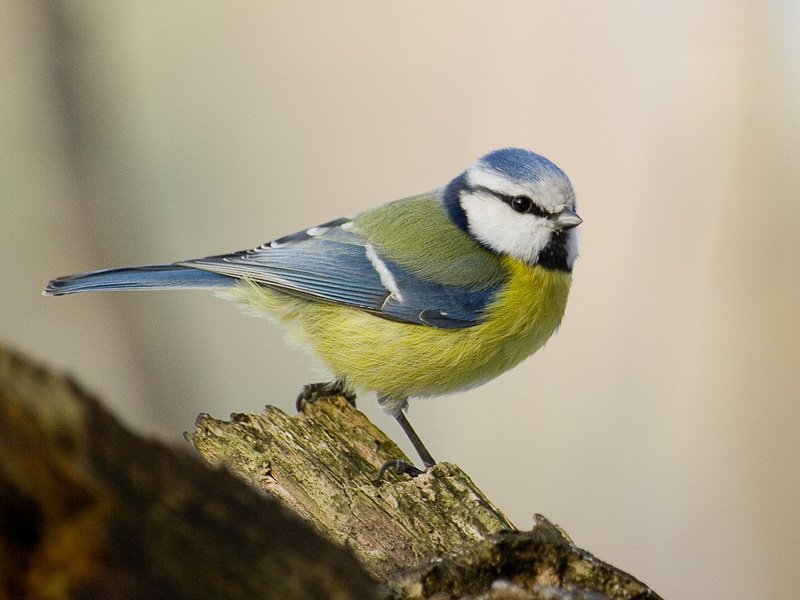
Modraszki występują licznie również w miastach. Tego osobnika sfotografowano w Gdyni

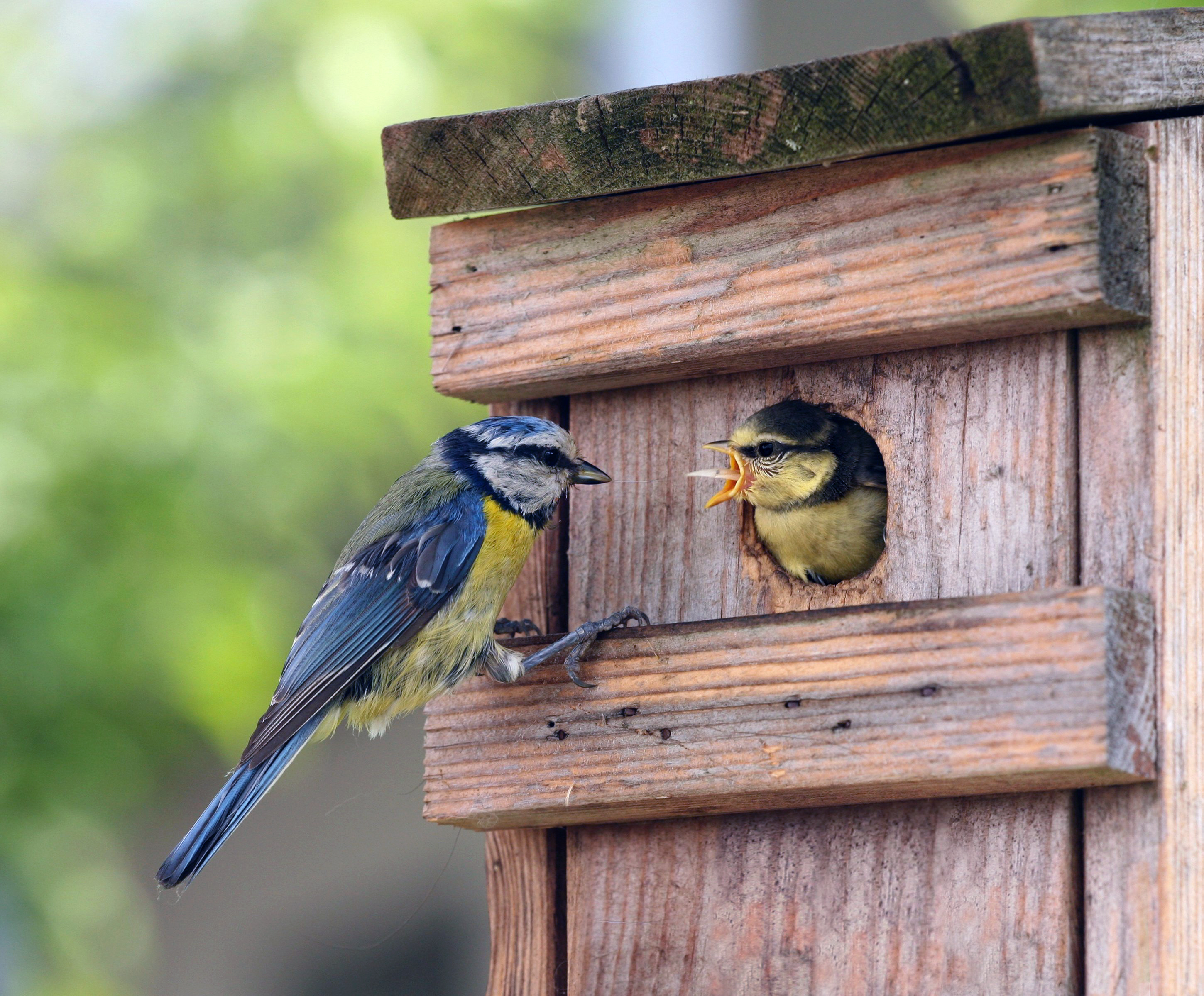
Osobnik dorosły karmiący młodocianego w budce lęgowej

### Cechy gatunku
Żółty spód ciała i biała głowa z niebieską czapeczką są cechami rozpoznawczymi tego gatunku. Wśród podgatunków występują różnice w wielkości i odcieniach barw. Ptaki na wschodzie są jaśniejsze od pozostałych.
Ubarwienie z dominującym żółtym i niebieskim kolorem (jedyny mały ptak Europy o takim upierzeniu, podobnie wygląda jedynie sikora lazurowa, która jest biało-niebieska). Jest mniejsza od wróbla. Obie płcie ubarwione prawie jednakowo i zbliżonej wielkości, choć samiec w okresie marzec-czerwiec cechuje się intensywniej zabarwionym ogonem i skrzydłami. Głowa biała z niebieskim wierzchem głowy, granatowym paskiem ocznym, gardłem oraz granatową obrożą. Dziób czarny, tęczówki oczu są ciemnobrązowe, natomiast nogi szaroniebieskie. Niekiedy krzyżuje się z sikorą lazurową – takie mieszańce wyglądają jak lazurowa, ale mają niebieską czapeczkę i nieco mniej bieli na ogonie bądź jak modraszka z białawym spodem, a także zielononiebieskim wierzchem. Młode w szacie juwenalnej mają mniej wyraźne barwy, jakby matowe, bardziej zielonkawe w porównaniu z niebieskim odcieniem u dorosłych, ich policzki są żółtawe. Można je spotkać od kwietnia do września. Ptaki w pierwszym roku swojego życia przypominają dorosłe, jednakże zachowują zielonkawe pokrywy naskrzydłowe z szaty juwenalnej do maja/czerwca. Dziób cienki, ostry i dość silny.
Mimo iż człowiek widzi modraszkę w niebiesko-żółtych barwach, to same ptaki widzą siebie inaczej. Samiec jest dla samicy jaskrawo nadfioletowy. Pióra samicy odbijają dużo mniej nadfioletu. Ponadto stwierdzono, że osobniki w 1. zimie odbijają mniej nadfioletu niż dorosłe. Sikory widzą zarówno widzialny dla człowieka zakres fal elektromagnetycznych, jak i odcienie nadfioletu.
| Długość ciała | Rozpiętość skrzydeł | Skrzydło złożone (długość) | Długość ogona | Masa ciała |
| ------------- | ------------------- | -------------------------- | ------------- | ---------- |
| 10,5–12 cm    | 17,5–20 cm          | 6–6,9 cm                   | 4,5–5,5 cm    | 9–13 g     |

### Zachowanie
Mało płochliwa, nie kryje się przed człowiekiem. Bywa agresywna wobec osobników swojego gatunku. Jest bardzo ruchliwa – zwinnie porusza się, skacząc pomiędzy cienkimi gałązkami, na ogół wisząc brzuchem do góry. Podczas zimy i wędrówek skupia się w stada, mogące liczyć kilkaset osobników. Można ją wtedy spotkać w grupach mieszanych wśród innych sikor – razem poszukają pokarmu i ostrzegają się nawzajem przed drapieżnikami. Zostające na zimę modraszki często nocują w budkach lęgowych.

### Pierzenie
Młode osobniki pierzą się raz częściowo w VII–X, a dorosłe tylko całkowicie w V–IX. Niedojrzałe osobniki po pierwszym pierzeniu, po kilku miesiącach od niego pierzą się całkowicie, stając się dorosłymi.

### Lot
Lot sikory modrej jest powolny z wyraźną, krótką falistością. Skrzydła krótkie i okrągłe.

### Głos
Ostrzega inne osobniki cerretet. Jej trel ma dzwoniące brzmienie. Głos wabiący to tsii tsii, sit, tgi, tgi, cicide cerrr ceretet, natomiast śpiew dodatkowo z końcówką cicicij-jurr, opisywany też jako wysokie cici i jasny trel tirrr, głos porozumiewawczy coretetet.

## Długość życia
Modraszki zwykle żyją do 3 lat, ale potwierdzony rekord to 11 lat i 7 miesięcy.

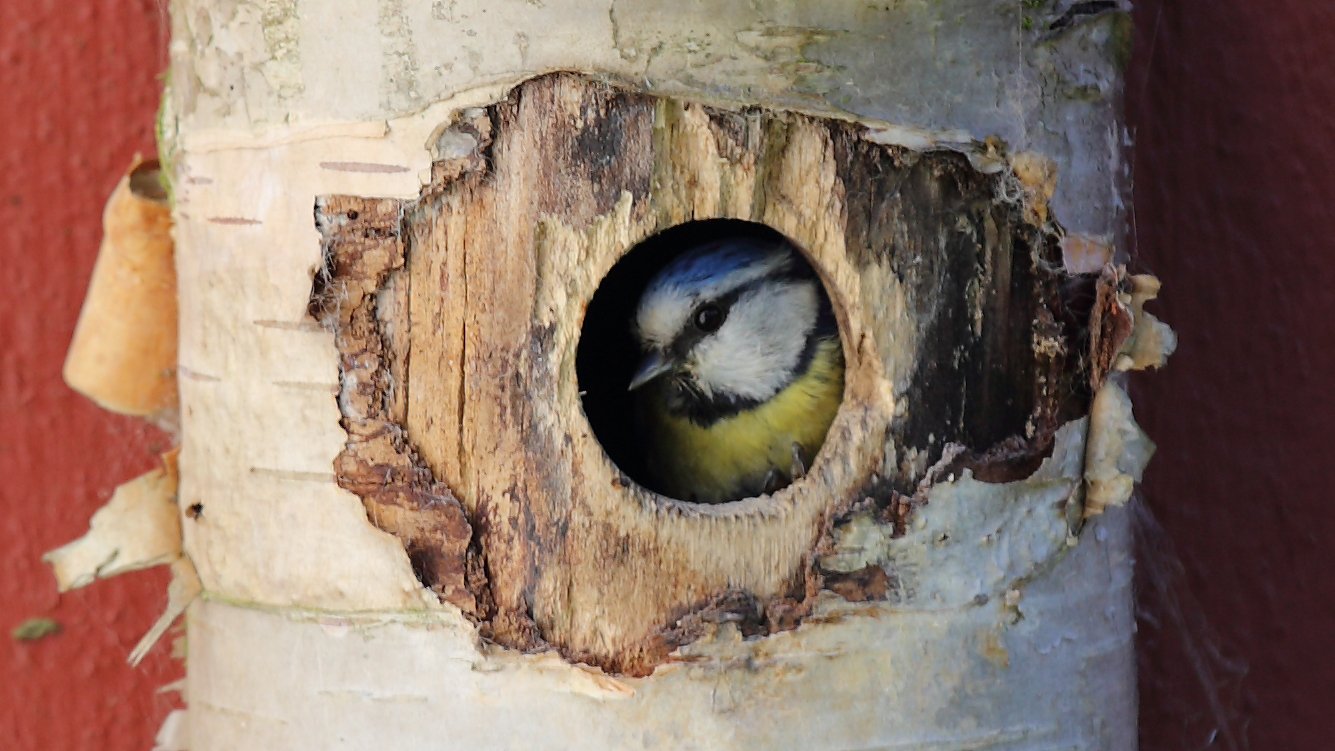
Modraszka zerka przez otwór wejściowy gniazda

## Biotop
Zasiedla ona wszystkie typy lasów, trzcinowiska oraz wszelkie zadrzewienia, w tym śródpolne. Spotykana jest także blisko człowieka, np. w miastach, na wsiach, sadach, alejach, skwerach i dolinach większych rzek oraz w ogrodach. Tam znajduje miejsce na gniazdo i wystarczającą ilość pokarmu.  

## Rozród

### Okres lęgowy
Wyprowadza 1–2 lęgi w roku. Tworzone pary zwykle są monogamiczne, choć może się zdarzyć kopulacja poza parą. Niektóre pary mogą pozostać ze sobą w następnych sezonach lęgowych, pozostałe kojarzą się z innym partnerem.
W kwietniu samica z niewielką lub żadną pomocą samca buduje gniazdo w skrzynce lęgowej typu A1 mającą średnicę otworu 26–27 mm (przy większym może być wygoniona, np. przez preferujące większą średnicę bogatki), dziupli bądź innym miejscu. Zajmuje jej to zwykle jeden lub dwa tygodnie, ale może być zbudowane w kilka dni. Zbudowane jest z mchu, liści i suchych traw, natomiast wysłane jest wełną, włosami, piórami, sierścią.

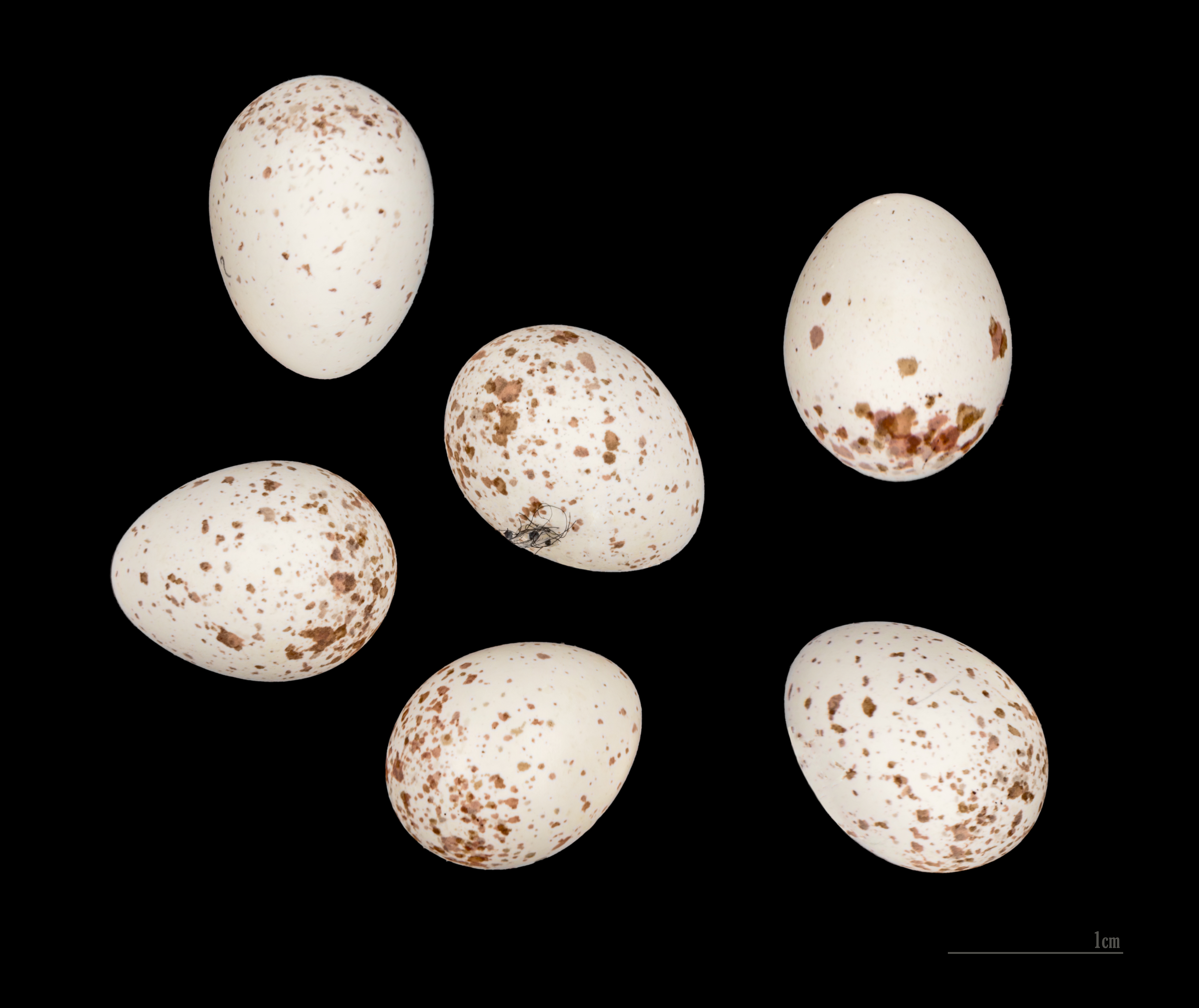
Jaja z kolekcji muzealnej

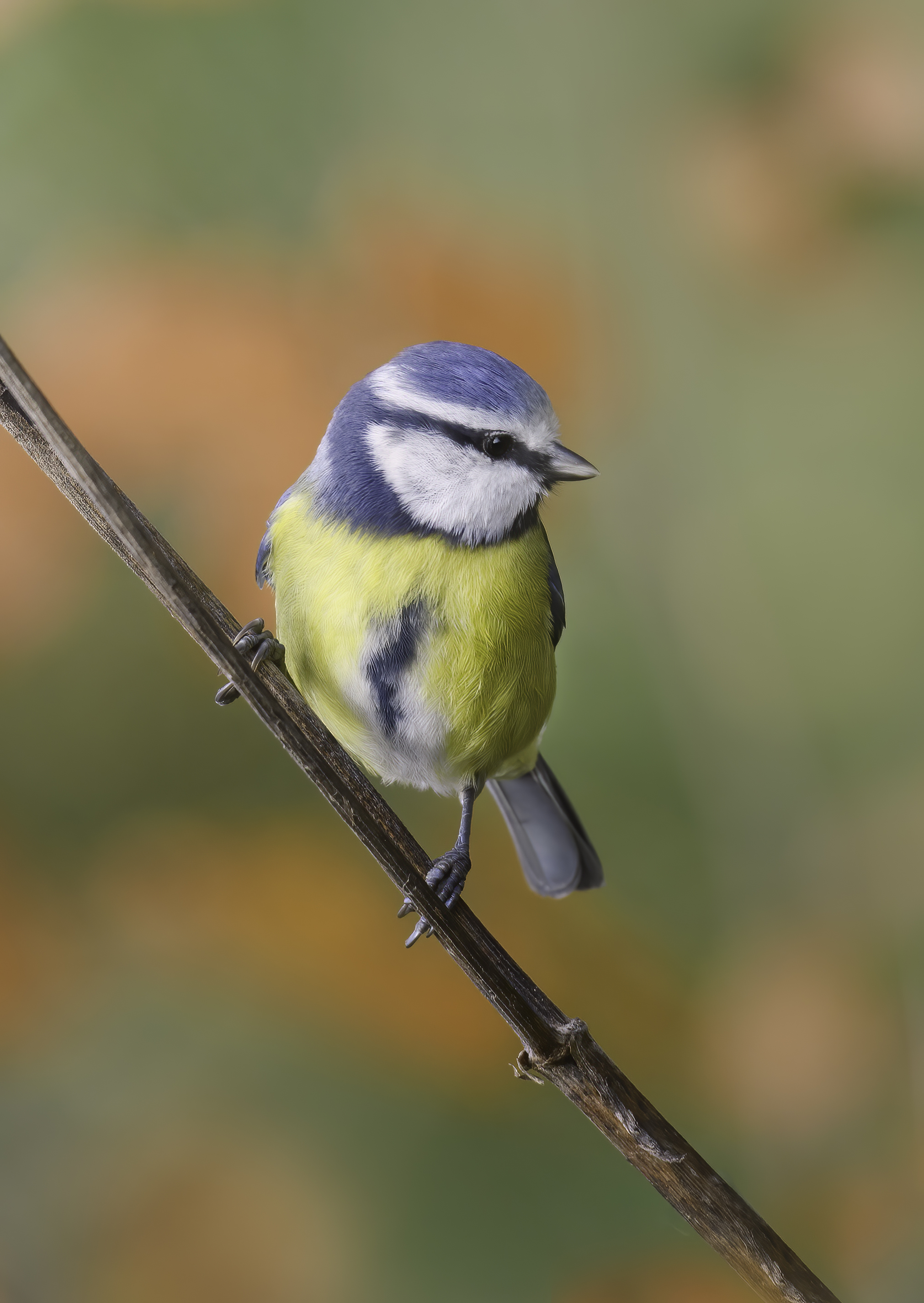
Modraszkę łatwo rozpoznać z bliska, z daleka można ją rozpoznać głównie po głosie, sylwetce i rozmiarach

Od połowy kwietnia do maja składa 6–12, a bardzo rzadko 16 białych jaj z czerwonymi kropkami, długość jaja wynosi od 14 do 18 mm, natomiast szerokość do 13,5 mm. Znosi jedno jajo dziennie, zwykle z samego rana. W większości lęgów jaj w gnieździe jest od 8 do 12. Jaja zaczynają być wysiadywane na dzień przed skończeniem znoszenia jaj od połowy maja przez ok. 12–16 dni przez samicę. W tym czasie samica wyrywa z brzucha pióra, aby lepiej ogrzewać jaja. Samiec podczas okresu wysiadywania dostarcza samicy pożywienie. Niedługo potem z jaj wykluwają się nagie, ślepe pisklęta, będące ogrzewane przez samicę. Ich dieta w większości składa się z gąsienic (ok. 60–70%), resztę stanowią muchówki, pająki (m.in. bokochody i ślizguny) i inne owady. Pająki stanowią główne źródło pokarmu piskląt w początkowych etapach opieki nad nimi (głównie ze względu na mniejszą zawartość chityny i łatwiejsze trawienie ich). Młode modraszki są zwykle karmione młodszymi i mniejszymi gąsienicami, co powoduje, że bogatki w okolicy, mające pisklęta, mogą mieć większy problem z ich wykarmieniem (bogatka preferuje większe gąsienice). Liczba potomstwa jest tak duża, że wykarmienie młodych wymaga od obu rodziców dużego wysiłku. Młode w szacie juwenalnej opuszczają gniazdo w początku czerwca po 16–22 dniach od wyklucia. Silnie rozwinięty instynkt macierzyński sprawia jednak, że dorosłe przynoszą młodym pokarm tydzień, a nawet dwa tygodnie po wyjściu z gniazda. Dla młodych okres ten jest niebezpieczny.

## Pożywienie

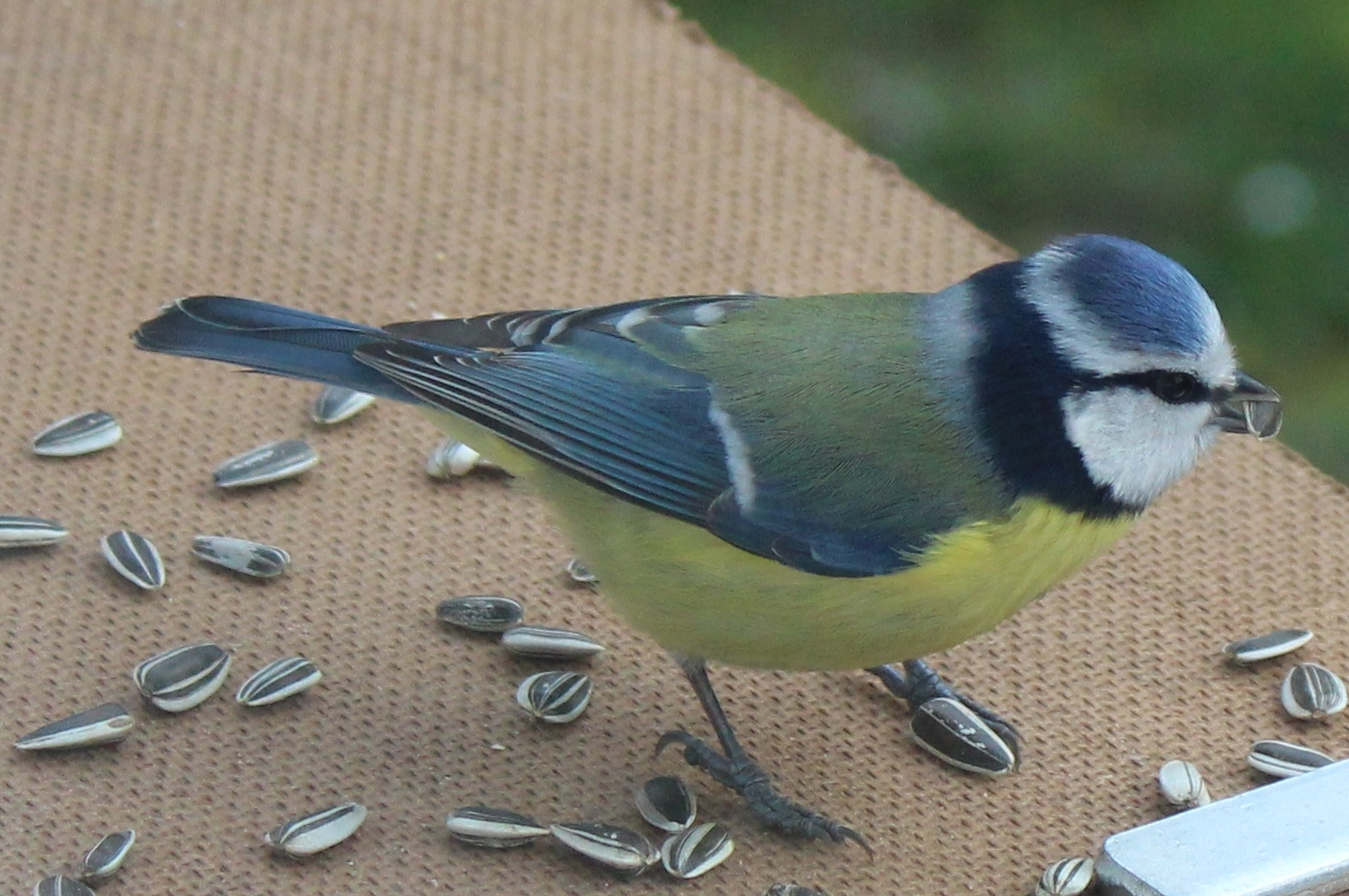
Modraszki preferują nasiona słonecznika. Nie pogardzą też słoniną i orzeszkami ziemnymi.

Żywi się owadami (od jaj po imago), pająkami, komarami, mszycami i innymi drobnymi bezkręgowcami. Wiosną oprócz pokarmu mięsnego żywi się również nektarem kwiatowym i sokami drzew. Jesienią i zimą udział roślinnego pożywienia w diecie rośnie – zjada także nasiona, jagody i inne owoce. Zimą chętnie przylatuje do karmników, w których spośród wystawianych pokarmów najbardziej lubi słoninę i nasiona słonecznika. Aby przeżyć zimę, sikora modra musi codziennie jeść tyle pokarmu, ile wynosi mniej więcej połowa masy jej ciała. 
Miejsce zbierania pokarmu i sposoby temu służące są bardzo szerokie. Pożywienia poszukuje we wszystkich warstwach lasu: na cienkich gałązkach, krzewach i na ziemi. W czasie żerowania na gałęziach często wiszą grzbietem do dołu i zbierają z nich owady, głównie jaja i larwy. Gdy skończą z oczyszczaniem jednej gałązki, przelatują kołyszącym się lotem na następną. Oprócz tego odrywają płatki kory, rozdziobują galasy, liście, łodygi i źdźbła. W preferencjach żywieniowych modraszki pomagają leśnikom i sadownikom w biologicznej walce ze szkodnikami. Zjadają te owady, których w danej chwili jest najwięcej. Z tego też powodu człowiek często wabi te ptaki do sadów i ogrodów poprzez wywieszanie dla nich budek lęgowych.
Zimą dużą część czasu modraszki spędzają na szukaniu jaj i innych stadiów spoczynkowych owadów, a nasiona roślin oleistych, np. słonecznika stanowią tylko uzupełnienie diety. Nie gromadzą zapasów.

## Status i ochrona
IUCN uznaje modraszkę za gatunek najmniejszej troski (LC, Least Concern). Trend liczebności populacji uznawany jest za wzrostowy. Od lat 70. XX wieku populacja wzrosła o 21%.
Na terenie Polski modraszka jest objęta ścisłą ochroną gatunkową. Na Czerwonej liście ptaków Polski została sklasyfikowana jako gatunek najmniejszej troski (LC).
W Species of European Conservation Concern została uznana za gatunek, którego tereny lęgowe znajdują się w Europie i których stan nie jest zagrożony. W ramach Konwencji o ochronie gatunków dzikiej flory i fauny europejskiej oraz ich siedlisk wpisana do załącznika 2.

## Filatelistyka
Poczta Polska wyemitowała 27 kwietnia 2022 r. znaczek pocztowy przedstawiający modraszkę, o nominale 3,60 zł, w serii Ptaki polskich parków. Wydrukowano 120 000 sztuk, techniką offsetową, na papierze fluorescencyjnym. Autorem projektu znaczka był Paweł Myszka.